# Thakur (krater)
Thakur är en nedslagskrater på planeten Merkurius, med en diameter på ungefär 111 kilometer.
1979 uppkallades kratern efter den indiske nobelpristagaren i litteratur, Rabindranath Tagore.